# Výrovka (myslivost)
Výrovka (nebo řidčeji také výrovna) je označení pro místo, popřípadě zařízení a zároveň i způsob lovu používaný hlavně k odstřelu dravé, popř. i jiné pernaté zvěře, zvláště vran. Výrovka se skládá z úkrytu pro lovce opatřeného střílnou a z jednoduché dřevěné konstrukce (berla, kozlík), na kterou se připoutává živý výr nebo jeho napodobenina. V blízkostí výrovky má růst i několik osamělých stromů. Při výrovce se využívá přirozená útočnost denních ptáků na noční dravce, výr sloužil jako návnada. V České republice je tento způsob lovu zakázán.
Zobrazení výrovky je zachyceno mj. na obraze V. V. Reinera Ptactvo v krajině s výrovkou, který je ve sbírkách Národní galerie (od podzimu 2019 je umístěn v pražském Schwarzenberském paláci).